# Мисостишхова, Биля Шухибовна
Биля Шухибовна Мисостишхова — советский хозяйственный, государственный и политический деятель.

## Биография
Родилась в 1918 году в селении Псыгансу. Член КПСС.
С 1929 года — на хозяйственной, общественной и политической работе. В 1929—1946 гг. — активистка женского движения, значкистка ГТО, организатор клуба ворошиловских всадниц, колхозница колхоза «Псыгансу» Урванского района Кабардино-Балкарской АССР.
Получила рекордный урожай кукурузы в 100 центнеров с гектара, за что в 17 лет была удостоена ордена Ленина, став самым молодым кавалером ордена на момент на награждения (1935 год).
Избиралась депутатом Верховного Совета СССР 1-го созыва.